# 患者安全
患者安全（かんじゃあんぜん、英: patient safety）とは、世界保健機関（WHO）により、「予防可能な患者への危害を無くし、医療に伴う不必要な危害のリスクを許容可能な最小限まで低減すること」と定義されている。患者の有害事象につながるエラーやその他の不必要な危害の予防、削減、報告、分析を通じて、医療における安全を強調する学問分野である。患者が経験する回避可能な有害事象（しばしば患者安全インシデントとも呼ばれる）の頻度や規模は、1990年代に複数の国で医療のエラーによる患者の被害や死亡が多数報告されるまで、あまり知られていなかった。医療におけるエラーは以下のいずれかと定義される。
- 意図した行動計画を完了できなかったり、目的を達成するために誤った計画を実行したりすること。
- 意図しない行為、または意図した結果を達成できなかったもの。
- 危害をもたらす場合ももたらさない場合もある、ケアのプロセスからの逸脱。
- 手技を計画または実行する際に、意図しない結果に寄与する、または寄与する可能性のある不作為または委託行為。

世界保健機関（WHO）は、エラーが世界中の患者の10人に1人の割合で影響を及ぼしていることを認識し、患者安全を地域の懸念事項と呼んでいる。実際、患者安全は、未熟ながらも発展途上の科学的枠組みに支えられた、独自の医療分野として浮上してきた。患者安全の科学を伝える理論的・研究的文献は学際的なものが多い。患者安全の具体的な目標として、アメリカの医療施設認定合同機構（Joint Commision）は以下の提言を行っている。
- 患者固有のリスクを認識する。
- 少なくとも2つの方法で患者を確認し、識別する。
- 検査結果を適切な担当者に迅速に知らせるなど、コミュニケーションを改善する。
- 手指衛生、周術期抗生物質投与、カテーテル交換、中心静脈カテーテルの適切な留置・管理などを行い、感染を予防する。
- 身体の正しい部分に正しい手術が行われていることを確認し、手術の間違いを防ぐ。手術前に手を止めて再確認を行う（タイムアウト）。
- 医療機器はアラームを使用し、アラームは聞こえるようにしておいて迅速に確認する。
- 注射器に入っているものも含めて、全ての薬にラベルをつける。これは薬を調整する場所で行われるべきである。
- 薬剤は正しく、安全に使用し、ラベルを再確認し、必要があればそれを扱う他の医療従事者に正しく手渡す。
- 抗凝固剤や化学療法剤を処方されている患者には、さらに時間をかける。
- 院内感染を予防するために、各患者を訪問する前後に手洗いを日常的に行う。

## 用語
日本においては医療安全という用語も用いられる。特に、医療法を含む公的な文書では、もっぱら医療安全という用語が用いられている。この用語は日本医療安全学会、医療の質・安全学会合同編纂による医療安全用語集において、患者安全と同義で置き換え可能とされている。これには、異論もあり、患者安全は文字通り患者の安全性を示すものであり、医療安全は病院の安全を示すものとして、区別すべきであるという意見はあるものの、用語の使用例としては患者安全が増えてきている。

## 有害事象はどれぐらい起こっているのか

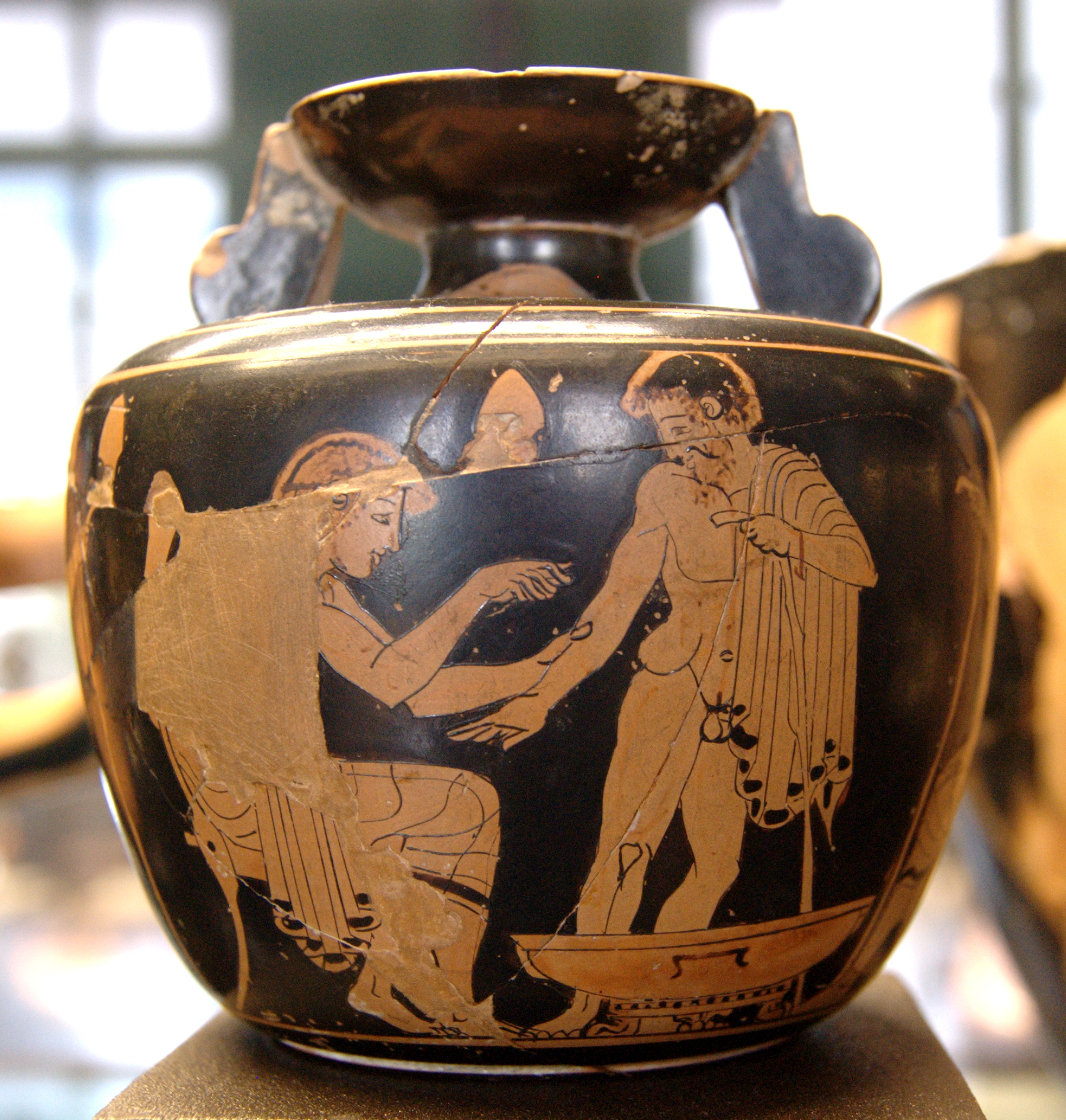
患者を治療するギリシア人医師、紀元前480～470年頃（フランス、パリ、ルーヴル美術館蔵）

数千年前、ヒポクラテスは、治療者の善意の行動から生じる傷害の可能性を認識していた。紀元前4世紀、ギリシアの治療者たちは「ヒポクラテスの誓い」を起草し、「自分の能力と判断に従って、患者のために治療法を処方し、誰にも害を与えない」ことを誓った。それ以来、"prumum non nocere"（まず害をなすなかれ）という指示は、現代医学の中心的な信条となっている。しかし、19世紀後半、欧米では医療行為の科学的根拠がますます重視されるようになったにもかかわらず、有害事象に関するデータはなかなか得られず、依頼された様々な研究はほとんどが逸話的な事象を集めたものであった。
米国では、1982年4月、ABCテレビの番組『20/20』の「The Deep Sleep（深い眠り）」が、一般市民と麻酔の専門医に衝撃を与えた。麻酔事故に関する証言が紹介され、毎年6,000人のアメリカ人がこのような災難が原因で死亡したり、脳に障害を負ったりしていると製作者たちは述べた。1983年、英国王立医学協会（Royal Society of Medicine）とハーバード大学医学部が共同で麻酔関連の死傷に関するシンポジウムを主催し、統計の共有と研究の実施に合意した。1999年、米国医学研究所（Institute of Medicine: IOM、全米医学アカデミーの前身）が、病院でのエラーにより毎年約98,000人が死亡していると報告したことで、医療のエラーに注目が集まった。

1984年には、アメリカ麻酔科学会（American Society of Anesthesiologists: ASA）は、麻酔患者安全財団（Anesthesia Patient Safety Foundation: APSF）を設立していた。APSFは、「患者安全」（Patient Safety）という用語が専門的な検討組織の名称として初めて使用されたことを示すものであった。米国では麻酔科医は医師の約5％に過ぎないが、麻酔科学は患者安全の問題に取り組む主要な専門科となった。同様にオーストラリアでも、1987年に麻酔のエラーをモニタリングするためのオーストラリア患者安全財団（Australian Patient Safety Foundation）の設立が決議された。医療におけるエラーの危険の大きさが知られるようになると、両組織はすぐに拡大した。

### 人は誰でも間違える
米国で、1990年代にいくつかの報告がなされ、この問題が注目されるようになってはじめて、医療におけるエラーの多さと影響の全容が理解されることになった。
1999年、全米医学アカデミーの医学研究所（IOM）は、報告書、「人は誰でも間違える（To Err is Human）」（副題: より安全な医療システムの構築）を発表した。IOMは、患者安全センターの設立、有害事象の報告拡大、医療機関における安全プログラムの開発、規制当局・医療の受益者・専門学会による注意喚起など、広範な国家的取り組みを求めた。しかし、メディアの注目の大半は、病院でのエラーによる、予防可能な死亡者数が年間4万4,000人から9万8,000人、投薬エラーだけでも7,000人という驚異的な統計に集中した。報告書の発表から2週間も経たないうちに、議会は公聴会を開始し、クリントン大統領は報告書の提言の実行可能性について政府全体の調査を命じた。IOMの推計の方法論に対する当初の批判は、パイロット研究における低いインシデント数を一般集団に増幅する統計的手法に集中していた。しかし、その後の報告では、医療のエラーの顕著な発生率と結果が強調された。
この経験は他の国々でも同様である。
- 医療のエラーによる年間死亡者数18,000人を明らかにしたオーストラリアの衝撃的な研究の10年後[23]、この研究の著者の一人であり、1989年の設立以来オーストラリア患者安全財団の会長を務めるビル・ランシマン教授が、自らもエラーの被害者であることを報告した[24]。
- 2000年6月、英国保健省の専門家グループは、英国では毎年85万件以上のインシデントが国民保健サービス（NHS）の病院患者に危害を及ぼしていると推定した。NHSの各施設では、年間平均40件のインシデントが患者の死亡につながっている[25]。
- 2004年、カナダの有害事象調査では、有害事象が入院患者の7％以上で発生していることが明らかになり、回避可能なはずのエラーの後に死亡するカナダ人は年間9,000～24,000人と推定された[26]。
- これらの報告やニュージーランド[27]、デンマーク[28]、発展途上国[29]からの他の報告により、世界保健機関（WHO）は、医療を受ける人の10人に1人が予防可能な危害に苦しむと推定している[30]。

### 患者安全の浸透
米国医学研究所の1999年報告書の著者数名が、"To Err is Human "から5年後、彼らの勧告の状況と患者安全の状況を再検討した。患者安全がジャーナリスト、医療従事者、一般市民の間で頻繁に話題に上るようになったことを知ったが、全国レベルで全体的な改善を認めたとは言い難かった。注目すべきは、態度や組織への影響であった。予防可能な医療事故が深刻な問題であることを疑う医療従事者はほとんどいなくなった。この報告書の中心的なコンセプト、すなわち、エラーの大半は悪い人間ではなく、悪いシステムに起因しているということが、患者安全の取り組みにおいて定着したのである。さまざまな組織が患者安全の大義を推進している。例えば、2010年には、ヨーロッパの主要な麻酔科団体が、上記の原則の多くを取り入れた「麻酔科における患者安全のためのヘルシンキ宣言（The Helsinki Declaration for Patient Safety in Anaesthesiology）」を発表した。

### 評価
数多くの組織、政府機関、民間企業が調査研究を実施し、アメリカおよび世界中の患者安全の全体的な健全性を調査している。アメリカの病院におけるエラーによる予防可能な死亡に関する衝撃的な統計が広く公表されているにもかかわらず、米国医療研究・品質調査機構（Agency for Healthcare Research and Quality: AHRQ）がまとめた2006年全国医療品質報告書には、次のような厳しい評価が示されている。

- ほとんどの質の指標は改善しているが、変化のペースはまだ緩やかである。
- 質の向上は、環境やケアの段階によって異なる。
- いくつかの指標では改善速度が加速したが、いくつかの指標では悪化が続いた。
- 医療の質のばらつきは依然として大きい。

## エラーの原因
医療におけるエラーに関連する因子は以下の通りである。

### 医療従事者側の因子
- 医療従事者の訓練と経験のばらつき[35][36]、疲労[37][38][39]、抑うつ、バーンアウト[40]
- ヒューマン・エラーの蔓延と深刻さを認識していないこと[41][42]
- 研修医[34]。
- 検体ラベルの貼り間違いや貼り忘れ[43]
- 不安やストレス[44]

### 患者因子
- 特定の手術（胸部外科、血管外科、脳神経外科）[34]、特定の薬剤（鎮痛薬、抗生物質、鎮静剤、化学療法薬、心血管作動薬、抗凝固薬）[34]
- 集中治療、長期入院[34]。
- 複雑な症例、緊急治療、救命治療[34]。

### システム因子
- 安全でないコミュニケーション[45][46]。
- 医師、看護師、その他の医療従事者の権限の線引きが不明確である[36]。
- 患者対看護師の人員比率が高くなると合併症が増加する[47]。
- 病院内の報告システムの断絶：断片化されたシステムにより、患者の申し送りが多数発生し、その結果、連携がとれず、エラーが発生する[48]。
- 紛らわしい薬品名[49]。
- 施設内の他のグループによって対策が取られているという思い込み。
- エラーを防止するための自動化システムへの依存[50]。
- エラーに関する情報を共有するシステムが不十分なため、エラーの原因分析や改善戦略が妨げられる[51]。
- 診療報酬引き下げに対応した病院によるコスト削減策[52]。
- 環境および設計要因。緊急時には、安全なモニタリングに適さない場所で患者ケアが行われることがある。米国建築家協会は、医療施設の安全な設計と建設に関する懸念を指摘している[53]。
- インフラの整備不良。WHOによると、発展途上国の医療機器の50％は、熟練したオペレーターや部品の不足により、一部しか使用できない。その結果、診断処置や治療が行えなくなり、標準以下の治療につながる[30]。

米国の医療施設認定合同機構による質と安全についての年次報告2007によると、医療従事者間、あるいは医療従事者と患者・家族間の不十分なコミュニケーションが、認定病院における重篤な有害事象の半数以上の根本原因であった。
有害事象に関する一般的な誤解は以下の通りである。
- 「腐ったリンゴ」や無能な医療従事者が共通の原因であるという考え。エラーの多くは、通常の人間の不注意や過失であり、判断力の欠如や無謀さの結果ではない[34]。
- 「回避可能な有害事象のほとんどは、リスクの高い手技や医療専門分野に起因している」。外科手術のように気づきやすいミスもあるが、ミスはあらゆるレベルの医療で発生する[34]。複雑な手技ではリスクが高くなるとはいえ、有害な転帰は通常、ミスが原因ではなく、治療される病態の重症度が原因である[36][55]。しかし、米国薬局方（United States Pharmacopeia: USP）（英語版）では、外科手術中の投薬エラーは、他の種類の病院医療で発生するエラーに比べ、患者に危害を及ぼす可能性が3倍高いと報告されている[48]。
- 「ケアの過程で患者に有害事象が生じた場合、エラーが発生したことになる」。ほとんどの医療にはある程度のリスクが伴い、基礎疾患や治療そのものから、予期せぬ合併症や副作用が発生する可能性がある[56]。

### 医療従事者のバーンアウトと患者安全

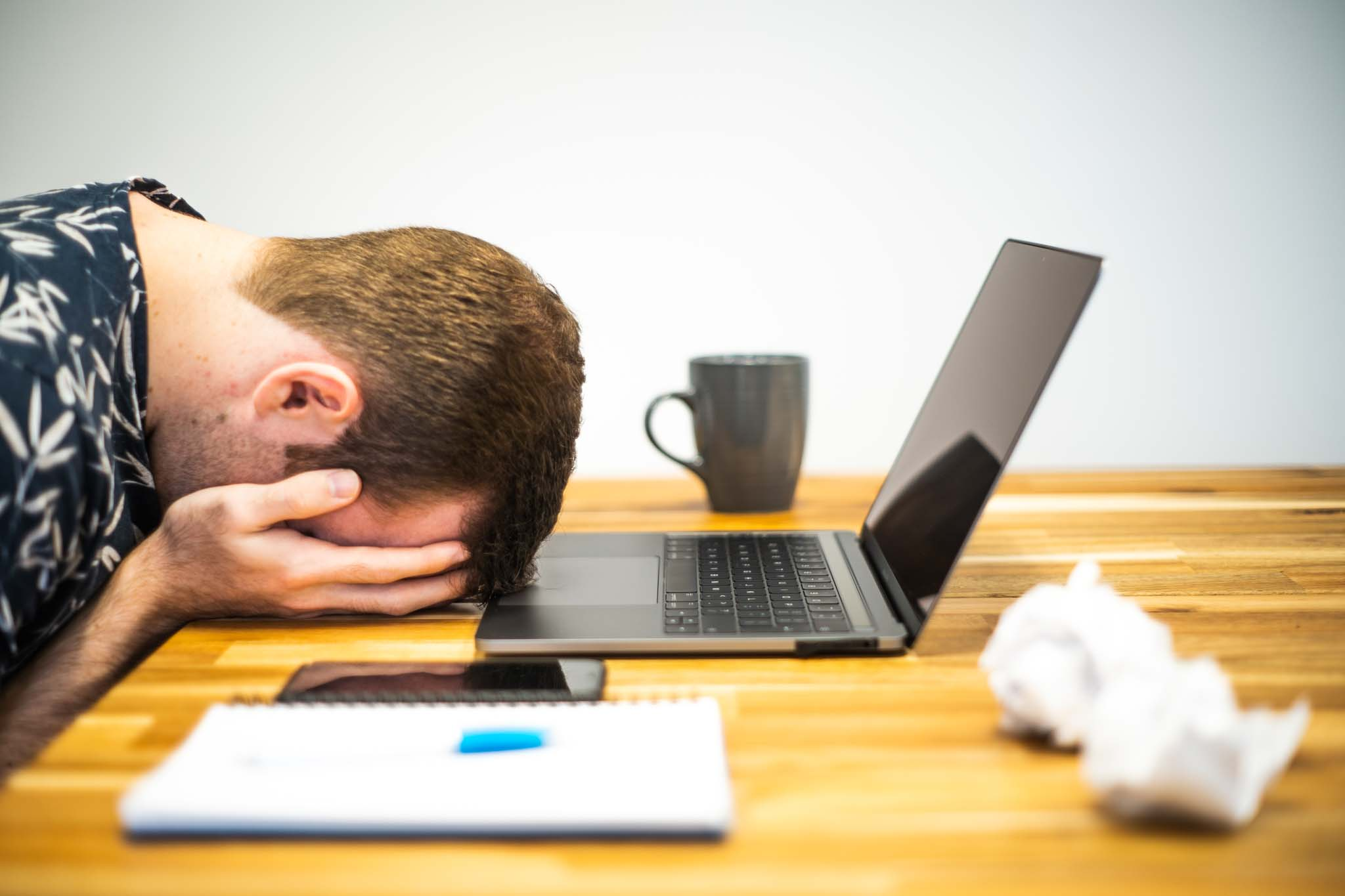
バーンアウト（燃え尽き症候群）のイメージ

医師・看護師のバーンアウト（燃え尽き症候群）は、患者安全の悪化と関連があることがメタアナリシスで示されている。
バーンアウトは何十年も続いており、この言葉はもともと、無料診療所に勤務していたハーバート・フロイデンベルガーによって作られたものである。彼は、時間外労働で、感情の枯渇が起こり、それに伴う心身症、気力、体力、リソースに対する過剰な要求......などの影響について述べた。このような症状は、看護師がギリギリまで追い詰められていると感じている今日、医療現場でよく見られる。このような状況を、人々が感じるのは望ましいことではなく、特に患者の世話をしたり、非常に深刻な状態にある可能性のある他人の世話をしたりしなければならない人々にとってはそうではない。フロイデンベルガーが述べたことを利用して、医療現場におけるバーンアウトの程度を測定する尺度が作られた。この尺度は、1）仕事量 2）管理 3）報酬 4）コミュニティ 5）公正 6）価値観を測定するもので、マスラーク・バーンアウト・インベントリー（MBI）としても知られる。これらの核となるポイントはすべて連動しており、これらが欠けていればいるほど、バーンアウトが発生し、患者安全が大きく低下する可能性が高くなる。MBIと同様の概念として、資源保全理論（Conservation of resources theory: COR）がある。CORは2つの原理からなり、一つ目は個人にとって資源・リソースを失うことはそれを得ることよりも有害であるというものである。二つ目は人々は資源喪失を回避ないしは回復し、資源を獲得するために資源を投資するものである、というものである。「医療組織と看護管理者は、看護師のバーンアウトを減少させ、看護師と患者の安全性を向上させるために、資源喪失の脅威から看護師を保護する戦略を開発すべきである」。バーンアウトを経験したことのある看護専門職の数は約50％と言われており、この数は、起こってはならない有害事象のリスク上昇につながり、26％から70％まで、患者に何か悪いことが起こるリスクが高くなる。

## 心理的安全性
心理的安全性とは，医療スタッフが自身の業務環境において（意見の不一致や対立などの）対人的リスクがどの程度起こりやすいものと認識しているかを意味する。患者安全のための文化を築くには、心理的安全性の高いチームが必要である。心理的安全性とは、チームやグループレベルで経験される対人関係の構成要素である。それは、恥ずかしさや報復を恐れることなく、人々が安心して懸念やミスを共有できる環境である。このような安全な環境では、患者の安全性に明らかに関連する発言だけでなく、新しいアイデアを共有したり、率直なフィードバックをしたりすることも可能になる。例えば、基本的な安全規則の違反を察知ないしは発見した場合は、その行為をやめさせる権限は医療チーム全員が持ち、仮に問題のメンバーに対して行った忠告が容れられなくとも、もう一度言い方やメンバーを変えて忠告するのが良い。これは「2回主張のルール（Two-challenge rule）と呼ばれる。このようなプロセスを通じて、組織内でより広範な情報が共有され、創造、革新、学習が可能になるだけでなく、より良い意思決定の根拠が得られ、ひいてはより良いアウトカムにつながるのである。
心理的安全性は、医療現場における患者の安全文化と質の向上を可能にする重要な役割を担っていることが判明している。

## コミュニケーション
患者安全を確保するためには、効果的なコミュニケーションが不可欠である。コミュニケーションは、特にモバイル・プロフェッショナル・サービスにおいて、どのような現場でも利用可能な情報を提供することから始まる。コミュニケーションは、管理負担を軽減し、運営スタッフを解放し、モデル主導のオーダーによって運営上の要求を緩和することで、必要最小限の適格なフィードバックで確定された実行可能な手順を遵守することを可能にする。

### 効果的なコミュニケーションと非効果的なコミュニケーション

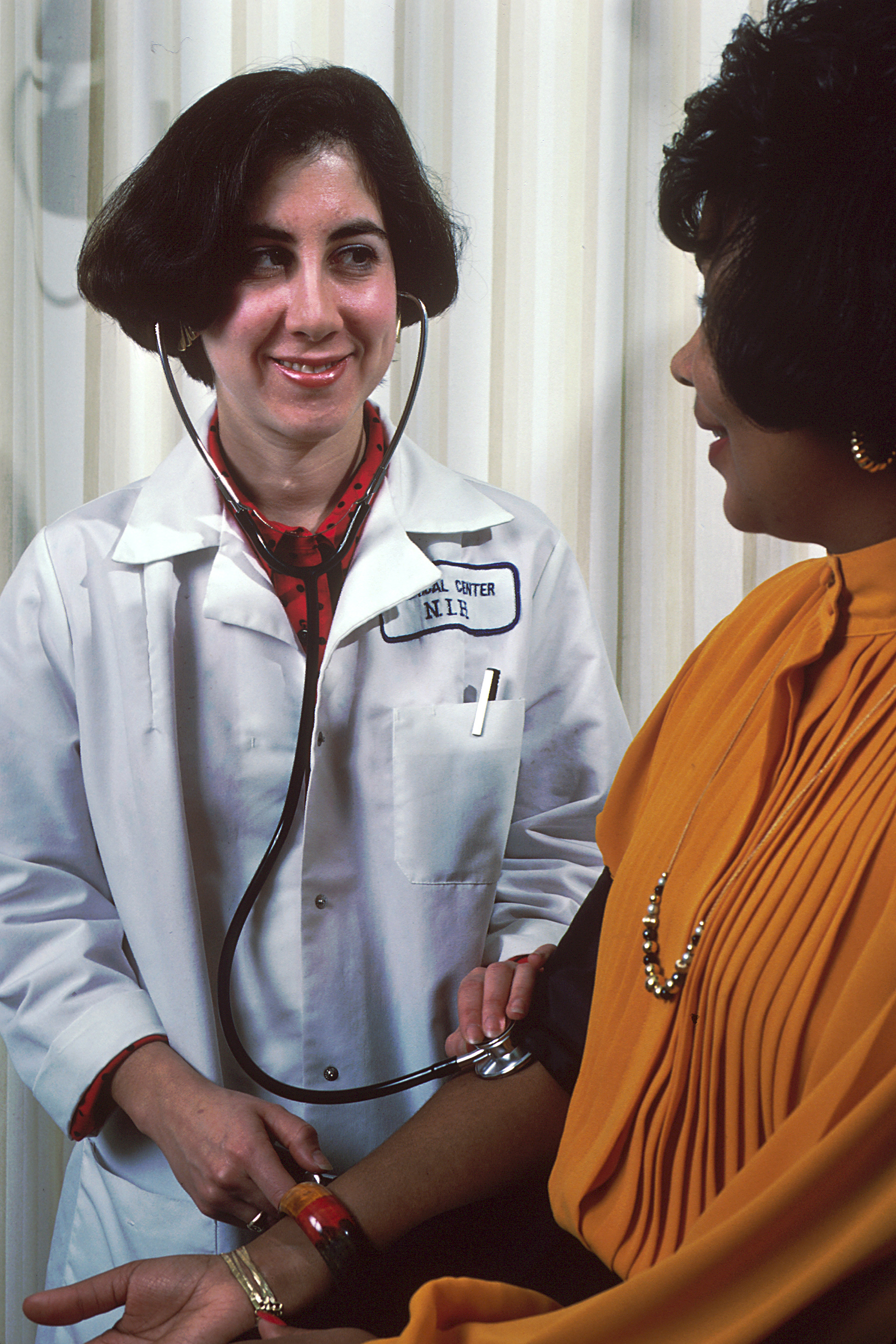
看護師と患者の非言語的コミュニケーション

患者と医療従事者の間で効果的なコミュニケーションを図ることは、患者の最適な健康状態を実現するために極めて重要である。しかし、アネグレット・ハンナワ（Annegret Hannawa）氏らによる科学的な患者安全の研究によると、非効果的なコミュニケーションは、患者に深刻な危害をもたらす可能性があり、効果的なコミュニケーションと逆の効果を生じることが示されている。患者安全に関するコミュニケーションは、有害事象の予防と有害事象への対応の2つに分類できる。効果的なコミュニケーションは有害事象の予防に役立つが、非効果的なコミュニケーションは有害事象の発生を助長する可能性がある。非効果的なコミュニケーションが有害事象を助長するのであれば、患者安全のための最適のアウトカムを達成するために、より優れた効果的なコミュニケーションスキルを適用しなければならない。医療従事者が患者の安全性を最適化するために取り組むことのできるさまざまな方法があり、これには言語的および非言語的コミュニケーションのほか、適切なコミュニケーション技術を効果的に用いることが含まれる。
効果的な言語的・非言語的コミュニケーションの方法としては、患者を尊重し共感を示すこと、患者のニーズに最も適した方法で明確に伝えること、積極的傾聴スキルを実践すること、文化的多様性に配慮すること、患者のプライバシーと守秘権を尊重することなどが挙げられる。適切なコミュニケーション技術を使うためには、医療従事者はどのコミュニケーション手段が患者のために最も適しているかを選択しなければならない。電話や電子メールによるコミュニケーション（状況を理解するための重要な要素である非言語的メッセージが欠落している）など、他の方法よりもコミュニケーションエラーを招きやすい手段もある。また、電子カルテは患者のニーズを理解するために必要なすべての情報を伝えるものではないため、電子カルテを使用する利点と限界を知ることも医療提供者の責務である。医療従事者がこれらのスキルを実践していなければ、効果的なコミュニケーションを行っているとはいえず、患者の転帰に影響を及ぼす可能性がある。
医療従事者の目標は、患者が最適な健康アウトカムを得られるように援助することであり、そのためには患者の安全が危険にさらされないようにすることが必要である。効果的なコミュニケーションの実践は、患者の安全を促進し保護する上で大きな役割を果たす。

### チームワークとコミュニケーション
複雑な状況では、医療従事者間のコミュニケーションは最良のものでなければならない。コミュニケーションを改善するために用いられる技術、ツール、戦略がいくつかある。どのようなチームであれ、明確な目的を持ち、各メンバーは自分の役割を認識し、それに従って参加すべきである 。関係者間のコミュニケーションの質を高めるためには、定期的にフィードバックを行うべきである。ブリーフィングなどの戦略により、チームの目的を定め、メンバーが目標を共有するだけでなく、それを達成するためのプロセスも確実に共有することができる。ブリーフィングにより、中断が減り、遅延が防がれ、より強固な人間関係を構築され、結果として強力な患者安全環境がもたらされる。
デブリーフィングも有用な戦略である。医療従事者が集まって状況を話し合い、学んだことを記録し、どうすればよりよく対処できるかを話し合う。クローズドループ・コミュニケーションは、送信されたメッセージが受信者によって確実に受け取られ、解釈されるようにするために用いられるもう一つの重要なテクニックである。SBAR（Situation, Background, Assessment, Recommendation、エスバー）は、チームメンバーが患者について可能な限り便利な形でコミュニケーションできるように設計された構造化されたシステムである。医療従事者間のコミュニケーションは、患者にとって最良の結果を達成するのに役立つだけでなく、目に見えないエラーを防ぐことにもなる。

### 安全文化
他の業界でもそうであるように、ミスやエラーが発生すると、人々は誰かのせいにしようとする。これは当然のことのように思えるかもしれないが、理由や方法よりも誰が重要なのかという非難文化が生まれる。公正な文化とは、"no blame"（無非難） "no fault"（無過失）とも呼ばれることがあり、誰が関与したかではなく、エラーの根本原因を理解しようとするものである。
医療においては、患者の安全文化を目指す動きがある。これは、航空安全、海事、労働安全衛生などの他産業から学んだ教訓を医療現場に応用したものである。
インシデントを評価・分析する際、自分の職務が危険にさらされていないことが分かれば、関係者は自分のミスを率直に話す可能性が高くなる。これにより、ある出来事の事実について、より完全で明確なイメージを形成することができる。そこから、根本原因解析が可能になる。有害事象やヒヤリ・ハット事象には、複数の原因因子が関与していることが多い。すべての原因因子が特定されて初めて、同様の事象の発生を防止する効果的な変更を行うことができる。

## ヘルス・リテラシー
ヘルス・リテラシーは、一般的かつ深刻な安全上の問題である。2つの病院で2,600人の患者を対象に行われた調査では、患者の26％から60％が服薬指導、標準的なインフォームド・コンセント、基本的な医療資料を理解できなかったことが明らかにされている。このように臨床医のコミュニケーションレベルと患者の理解能力のミスマッチは、投薬ミスや有害な転帰につながる可能性がある。
米国医学研究所の報告書（2004年）によると、ヘルスリテラシーのレベルが低いと、医療のアウトカムに悪影響が及ぶことが判明している。 特に、こうした患者は、入院のリスクが高く、入院期間が長くなり、治療に従わない可能性が高く、服薬間違いを犯す可能性が高く、医療を受ける際の病状が悪化しやすい。

## 公的報告

### インシデントの公表
有害事象が発生した後、そのインシデントへの対処方法は国によって異なる。カナダでは、主に品質改善レビューが行われている。品質改善レビューとは、有害事象が発生した後に、問題の解決と再発防止の両方を意図して行われる評価である。個々の州および準州には、品質改善レビューを患者に開示する必要があるかどうかに関する法律がある。医療従事者は、倫理および専門ガイドラインにより、いかなる有害事象も患者に開示する義務がある。より多くの医療従事者が質向上のためのレビューに参加すれば、学際的な協力体制が強化され、診療科間やスタッフ間の関係を維持することができる。米国では、臨床ピアレビュー（clinical peer review）が行われている。外部の無関係の医療スタッフが事象をレビューし、さらなるインシデントの防止に努める。
有害事象の開示は、医療者と患者の信頼関係を維持する上で重要である。また、品質改善レビューや臨床ピアレビューを実施することによって、今後このようなミスを回避する方法を学ぶ上でも重要である。医療提供者がその事象を正確に処理し、患者とその家族に開示すれば、訴訟や罰金、業務停止などの処罰を避けることができる。

### 報告義務

#### デンマーク
デンマークの患者安全法は2003年6月に議会を通過し、2004年1月1日、デンマークは全国的な報告義務化を導入した最初の国となった。この法律は、すべての有害事象が報告され、そこから学習されるようにすることで、患者の安全性を向上させることを目的としている。この法律には、現場の職員が有害事象を報告し、病院の経営者が報告に基づいて行動し、国家がそれらから学習とアドバイスを広めることが最も重要な義務と定められている。デンマークの各病院と地域はデータを収集し、有害事象を分析し、管轄組織は匿名のレポートを受け取り、傾向を特定し、アラート、ニュースレター、問題固有のレポートを通じてフィードバックを提供する。この法律は、事故を報告しない人を起訴するのではなく、事故を報告する人を保護することで、有害事象の報告とそこからの学習を促進することを目的としている。この法律は、「非難と恥から知る必要がある」文化的な転換をもたらすことを目的としている。運用開始から2年間の報告システムの評価では、次のことがわかった。
- 医師は関与した有害事象の85%を報告し、看護師は89%を報告した
- 医療従事者の3分の2は、報告が秘密裏に扱われることを確信していた。
- 制裁を恐れるあまり、有害事象の報告ができない専門家はごくわずかであった。
- 医療従事者が関与した有害事象の70%は、何らかの方法で追跡調査された。また、この評価では、報告制度が「デンマークの安全文化の発展に大きな影響を与えた」ことも判明している[93]。

#### イギリス
国立患者安全局（National Patient Safety Agency: NAPA）は、医療におけるエラーの自発的な報告を奨励しているが、「秘密調査（Confidential Enquiry）」と呼ばれる、原則的に調査が開始される特定の事例がいくつかある。すなわち、妊産婦または乳児の死亡、16歳までの小児期の死亡、精神疾患患者の死亡、周術期および予期せぬ医療上の死亡である。関係する医療従事者から医療記録と質問票が要求され、個人の詳細は秘密にされるため、調査の回収率は高い。

#### アメリカ
1999年の米国医学研究所（IOM）の報告書では、「死亡または重篤な危害をもたらす有害事象について、州政府による標準化された情報の収集を規定する、全国的な報告義務制度」が推奨された。麻酔患者安全財団（Anesthesia Patient Safety Foundation: APSF）のような専門家団体は、否定的な反応を示した。「一般的に報告義務制度は、個人や施設に数合わせをするインセンティブを与える。このような報告が懲罰的措置や不適切な情報公開と結びつけば、報告を"地下"に追いやり、医療過誤問題の核心にあると多くの人が考える沈黙と非難の文化を強化する危険性が高い...」。
2005年までに23の州が患者の重篤な傷害または死亡の報告システムを義務化したが、IOM報告書で構想された全国的なデータベースは、報告義務化か任意報告かをめぐる論争によって遅れていた。ついに2005年、米国議会は長い間議論されてきた「患者安全および質改善に係る法律」を可決し、連邦報告データベースを確立した。深刻な患者被害に関する病院からの報告は任意であり、患者安全機関がエラーの分析と改善勧告のために契約して収集するものである。連邦政府は、データ収集の調整と全国的なデータベースの管理を行う。報告書の秘密は保持され、賠償責任訴訟で使用されることはない。一方、消費者団体は、特定の病院の安全性に関する情報を一般に公開しないとして、透明性の欠如に異議を唱えている。

### 自発的なエラー報告
一般向けの調査では、医療従事者はすべての重大な医療ミスを公に報告するよう義務づけられるべきだと考える人が、調査対象者の大多数を占めている。しかし、医学文献のレビューでは、公に報告されたそのようなデータが患者安全や医療の質に及ぼす影響がほとんどないことが示されている。個々の医療従事者や病院の質に関する公的報告は、病院や個々の医療提供者の選択に影響を与えないようである。一方、エラーのデータを報告することで、病院の質改善活動が活性化するという研究もある。2012年時点では、エラーや事故が報告されるのは7件に1件であり、発生したエラーの大半が報告されていないことが判明している。

#### アメリカ

##### エラーの報告
医療施設認定合同機構、アメリカ医師会の倫理・司法問題評議会、および米国内科学会（American College of Physicians）の倫理基準では、最も重大な有害事象の開示を義務づけている。しかし、多くの医師や病院は、医療過誤訴訟を懸念して、現行制度のもとでは過誤を報告しない。これが、エラーにつながる状況を発見し、修正するために必要な情報収集の妨げとなっている。2008年現在、米国の35の州では、医師や医療従事者が法廷で不利になることなく謝罪や遺憾の意を表明することを認める法律を制定しており、7つの州では、有害事象や悪い結果を患者や家族に書面で開示することを義務付ける法律も成立している。2005年9月、米国のクリントン上院議員とオバマ上院議員は、医療上のエラーによって被害を受けた患者に通知し補償するプログラムの一環として、医師を責任から保護し、情報開示のための安全な環境を提供する全国医療過誤情報開示・補償（ National Medical Error Disclosure and Compensation: MEDiC）法案を提出した。ジョンズ・ホプキンス大学、イリノイ大学、スタンフォード大学を含むいくつかの学術医療センターでは、ヒューマン・エラーを速やかに開示し、謝罪と補償を提供することが方針となっている。この全国的な取り組みは、患者との対応に誠実さを取り戻し、過ちから学ぶことを容易にし、怒りに満ちた訴訟を回避することを望んでおり、病院に対する訴訟件数を75％減少させ、平均訴訟費用を減少させたミシガン大学病院システムのプログラムをモデルとしている。退役軍人保健局（Veterans Health Administration）は、明らかでない有害事象も含めて、すべての有害事象を患者に開示することを義務付けている。しかし、2008年時点では、これらの取り組みは、任意保険に加入し、職員を雇用している病院のみを対象としているため、関係者の数は限られている。ジョンズ・ホプキンス大学の調査によると、医療におけるエラーは、心臓病とがんに次いで、米国で3番目に大きな死因となっている。2016年5月に発表された彼らの研究では、エラーが原因で毎年25万人以上が死亡していると結論付けている。他の国々も同様の結果を報告している。

##### パフォーマンス
2008年4月、消費者団体、雇用者団体、労働団体は、医師の質とコストに関する実績を測定し報告する原則について、主要な医師団体および医療保険会社と合意したと発表した。

#### イギリス
イギリスでは、内部告発は、従業員が欠陥のあるサービスに注意を喚起することを奨励することによって患者を保護する方法として、よく認識されており、政府公認である。保健当局は、内部告発者を保護するための地域政策を実施するよう奨励されている。

## 他の産業分野の安全対策の医療への応用
患者安全には他の産業分野の安全対策の手法が数多く取り入れられている。

### 航空安全
米国は、世界で航空事故発生率が最も低い国の1つだが、これに貢献している組織が2つある。強制的な事故調査は国家運輸安全委員会が実施し、自発的な報告を受けるのは、航空安全報告制度（Aviation Safety Reporting System: ASRS）であり、欠陥を特定し、改善計画のためのデータを提供する。後者のシステムは機密扱いで、規制措置なしに利害関係者に報告を返す。医療と航空における 安全文化 の間には、類似点と違いが指摘されてきた。パイロットや医療従事者は、複雑な環境で活動し、テクノロジーと相互作用し、疲労、ストレス、危険にさらされ、エラーの結果として生命や名声が失われる。事故防止における航空業界のうらやむべき記録システムを考えれば、同様の医療有害事象システムには、報告義務（重大インシデントに対して）と自発的な非懲罰的報告の両方、チームワーク訓練、パフォーマンスに関するフィードバック、データ収集と分析に対する組織的コミットメントが含まれるであろう。患者安全報告制度（Patient Safety Reporting System: PSRS）は、ASRSをモデルとして、アメリカ合衆国退役軍人省およびアメリカ航空宇宙局によって開発されたプログラムであり、任意かつ機密性の高い報告を通じて患者の安全性を監視する。クルー・リソース・マネジメント（CRM）の必須訓練は、コックピット内外のチームダイナミクスに焦点を当てたもので、ユナイテッド航空173便燃料切れ墜落事故後、1980年代初頭に導入された。CRMは航空機の安全性を向上させる効果的な手段と考えられており、国防総省、NASA、そしてほとんどすべての民間航空会社で活用されている。CRMの考え方の多くは、米国医療研究・品質調査機構（Agency for Healthcare Research and Quality: AHRQ）が導入した"Team Strategies & Tools to Enhance Performance & Patient Safety: TeamSTEPPS"という名目で、医療にも取り入れられている。AHRQはこのプログラムを、"医療従事者間のコミュニケーションとチームワークのスキルを向上させるための、エビデンスに基づいたチームワークシステム"と呼んでいる。TeamSTEPSの基本概念として、医師、看護師など各職種においては優秀な人材であっても、多々集まってグループを作っただけではチームとして効果的なケアや治療を提供することは困難である。例えば、野球やサッカーにおいては、集まったメンバーの練習なしにはチームとしての最大のパフォーマンスと発揮することは困難である。医療も例外ではない。

### ヒヤリ・ハット報告

ハインリヒの法則

ヒヤリ・ハット（またはニアミス）とは、傷害、疾病、損傷には至らなかったが、そうなる可能性があった予期せぬ出来事のことである。第3者によるニアミスの報告は、航空業界では確立されたエラー削減手法であり、民間産業、交通安全、消防にも拡大され、事故や傷害の削減につながっている。米国周手術期看護師協会（Association of periOperative Registered Nurses: AORN）は、自主的なヒヤリ・ハット報告システム（SafetyNet）を導入しており、投薬や輸血、コミュニケーションや同意の問題、患者や手順の間違い、コミュニケーション不全、機器の誤作動などを対象としている。インシデントの分析により、AORN会員に安全警告を発することができる。AlmostMEは、医療におけるヒヤリハット報告のために商業的に提供されているもう一つのソリューションである。

#### 産業界での安全モデルの限界
安全性の向上に取り組むと、意図せざる結果が生じることもある。他の面で患者ケアに悪影響を与えずに、医療における最大の安全目標を達成することは不可能かもしれない。その一例が輸血である。近年、血液供給における伝染性感染のリスクを減らすため、感染の可能性がわずかでもあるドナーは除外されている。その結果、救命目的のための血液不足が深刻となっており、患者ケアに広範な影響を及ぼしている。高信頼性理論と通常の事故理論を適用すれば、安全対策の実施による組織的な結果を予測することができる。

## 医療におけるテクノロジー

### 概説
ランド・ヘルス社の調査によると、医療情報技術（Health information technology: HIT）が広く採用されれば、米国の医療制度は年間810億ドル以上を節約し、有害な医療イベントを減少させ、医療の質を向上させることができる。技術の普及を阻む最も直接的な障壁は、コストである。健康増進によって患者は利益の利益となり、コスト削減による保険料・医療費の支払者の利益にもなるのだが。しかし、病院は、導入にかかるコスト増と、患者の在院日数短縮による収益減（償還方式による）の可能性の両方を負担することになる。技術革新によってもたらされる利益は、新しい、以前には見られなかったタイプのエラーの導入という深刻な問題も引き起こす。

### 医療テクノロジーの分類
2000年の米国医学研究所（IOM）の報告書によると、手書きの報告書やメモ、手作業によるオーダー入力、非標準的な略語、読みにくさなどが、大きなエラーや傷害につながる。続いて発表されたIOMの報告書『クオリティの断裂を越える：21世紀の新しい医療システム』では、電子患者記録、電子投薬オーダー、臨床判断をサポートするコンピューターやインターネットを利用した情報システムの急速な導入を勧めている。このセクションでは、HITの患者安全に関連する側面のみを取り上げる。

### 電子カルテ

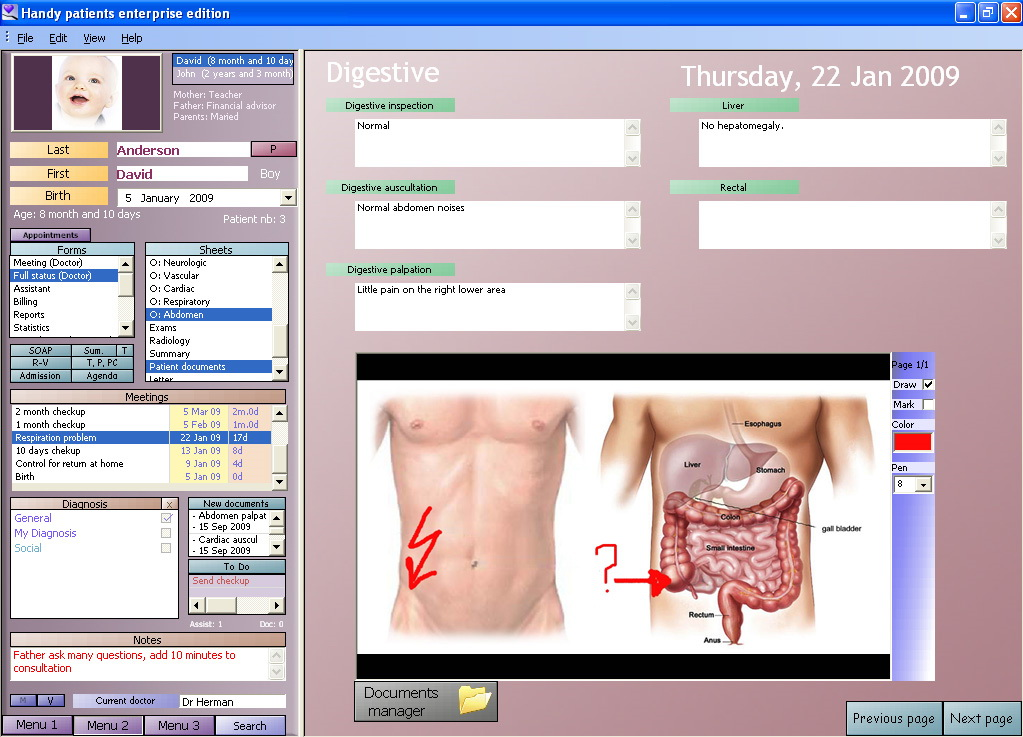
海外製電子カルテ

電子カルテ（旧称Electronic Medical record: EMR、現名称Electronic health record: EHR）は、処方薬、救急医療や予防医療、検査や処置に関するものなど、いくつかの種類のエラーを減らすことができる。最新のEHRの重要な機能には、自動化された薬物-薬物/薬物-食物相互作用チェックやアレルギーチェック、標準的な薬物投与量、患者教育情報などがある。診療現場や薬局での薬剤情報は、ミスの減少に役立つ（例ーDICS、India、MedCLIK）。また、これらのシステムは、医療従事者は予防ケアの間隔を通知し、紹介や検査結果を追跡するための定期的なアラートを提供する。疾病管理のための臨床ガイドラインは、患者の治療過程で電子カルテからアクセスできるようになれば、その有益性が実証されている。医療情報学が進歩し、相互運用可能な電子カルテが普及すれば、どの医療現場でも患者のカルテにアクセスできるであろう。それでも、例えば政府が承認したソフトウェアの患者安全機能に対して、医師の理解が足りないため、まだ連携は弱いかもしれない。患者の誤認に関連するエラーは、電子カルテの使用によって悪化する可能性があるが、電子カルテに患者の写真を目立つように表示することで、エラーやヒヤリ・ハットを減らすことができる。
自然災害や地域紛争のような広範囲または長時間のインフラ障害時に医療記録へのアクセスを提供するために、携帯型のオフライン緊急医療記録装置が開発されている。

### コンピュータ化されたプロバイダー・オーダー・エントリー（CPOE）
処方ミスは、病院における回避可能なエラーの最大の原因であることが確認されている（米国医学研究所（IOM）報告, 2000; 2007）。IOMは2006年、入院患者1人当たり、平均して毎日1件の投薬エラーにさらされていると推定した。コンピュータ化されたプロバイダー・オーダー・エントリー(CPOE)（旧称、コンピュータ医師オーダーエントリー（computerized physician order entry））は、投薬エラーを全体で80％削減することができるが、より重要なことは、患者への危害を55％削減することである。リープフロッグ・グループ（2004年）の調査によると、米国の診療所、病院、および医療行為の16％が、2年以内にCPOEを利用すると予想されていた。2017年のシステマティック・レビューでは、CPOEにおける全処方に対する投薬エラーは6.1~77.7%にも上ったが、点検後の処方に対しては6.3%未満であった。

### バーコード認証

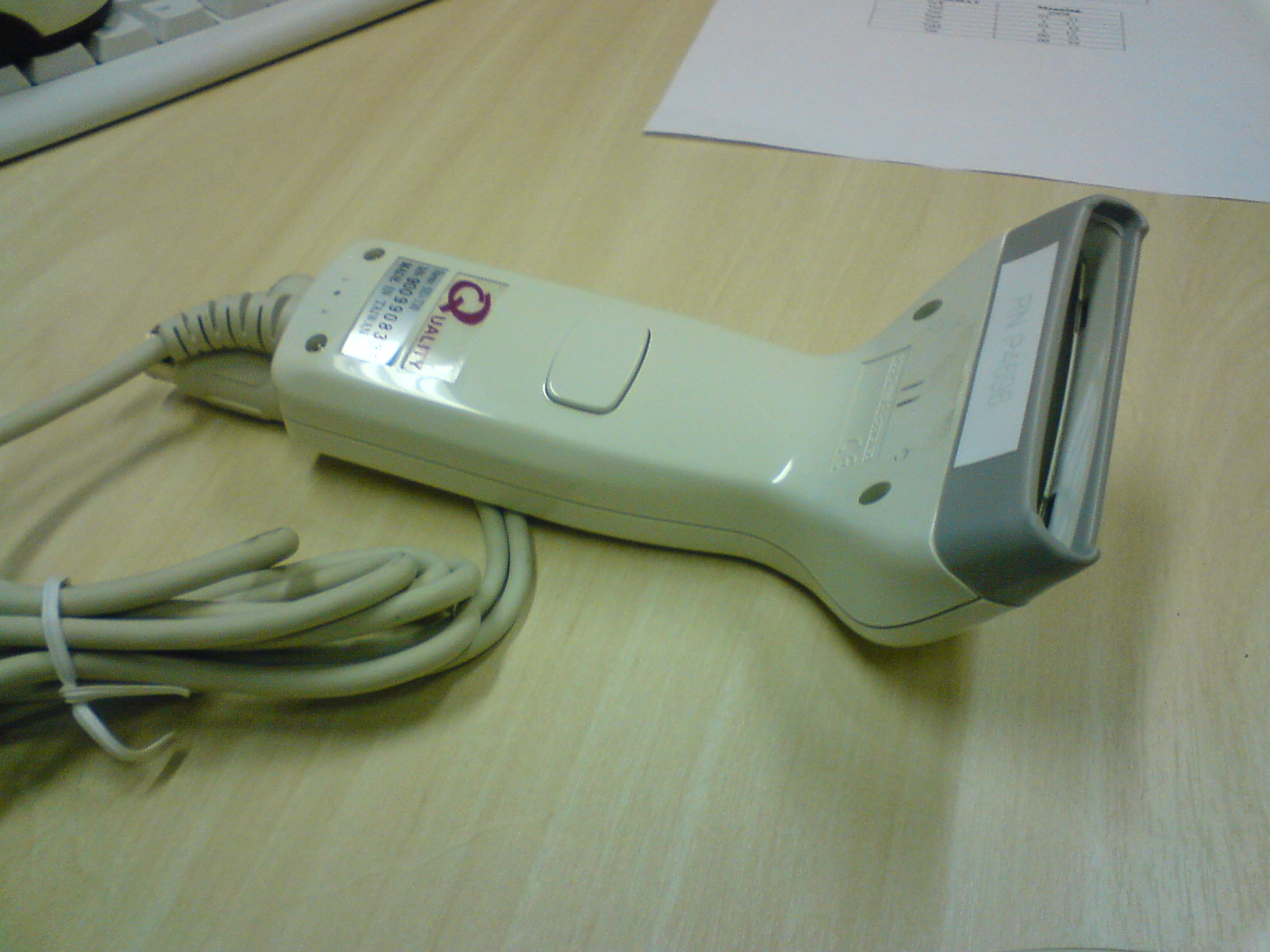
バーコードスキャナー

多くの医療機関でバーコード認証システムが用いられている。バーコード付きリストバンドは患者の識別に役立ち、エラー削減に寄与する。また、薬剤投与における「5つのR」（正しい薬剤（right drug）、正しい投与経路（right route）、正しい投与時間（right time）、正しい用量 （right dose）、そして正しい患者（right patient））の有効性を向上させる。他に検体検査や輸血においてもバーコード認証が行われ、エラーの削減に効果的であることが示されている。

#### 電子処方
薬剤調剤のための標準化されたバーコードシステムは、薬剤ミスの25％を防ぐことができるかもしれない。薬剤ミスを減らす十分なエビデンスがあるにもかかわらず、競争力のある薬剤送達システム（バーコードと電子処方）は、相互運用性と将来の国家標準への準拠への懸念のために、米国では医師や病院での採用が遅れている。このような懸念は取るに足らないものではなく、メディケア処方薬給付（Medicare Part D）の電子処方のための基準は、米国の多くの州の規制に抵触している。日本でも、導入時の費用負担が足かせとなり、2023年時点で導入率は2.6%に留まっている。

### アクティブRFIDシステム

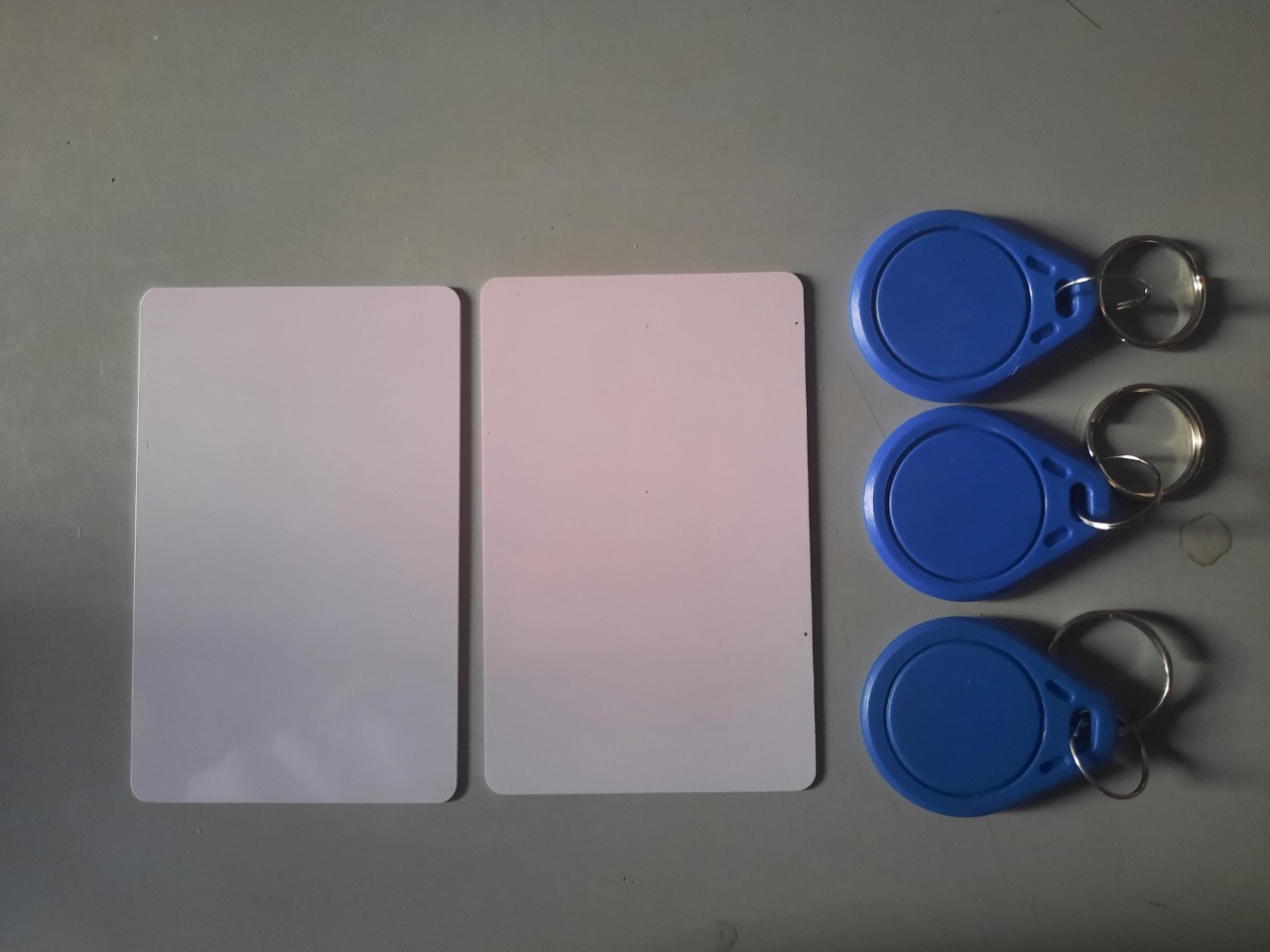
RFIDタグ

RFIDシステムによる基本的なセキュリティ対策は、さまざまな状況で提供される患者の詳細が常に信頼できるように、電波を識別する電子タグに基づいている。このシステムでは、3つの異なる識別オプションが提供されている。
- 医療従事者の要求に応じて、スキャナー（パッシブRFIDタグ用のリーダーやバーコードラベル用のスキャナーと同様）を使用して、タグを付けた患者をスタッフに提示すると半自動的に患者を識別する。
- 患者入室時の自動識別タグを持った人（主に患者）がエリアに入ると、自動識別チェックが行われる。
- 最も近接した患者への接近時に自動識別と範囲推定を行い、同じエリアにいる他の患者のより遠くのタグからの読み取りを除外する[150]。

これらのオプションは、患者の詳細情報が電子形式で必要な場合、いつでも、どこでも適用することができる。 当該情報が重要な場合、このような識別は不可欠である。患者を識別するためにRFIDシステムを導入している病院は増えてきており、特に手術室で発生する可能性のある医療ミスを減らすことで、患者の安全性を向上させることができることが示されている。バーコードラベルを使った認証システムに比べて所要時間が半分に短縮したと報告されているが、RFIDの電子タグは周波数帯によっては水分に弱い、また金属の影響を受けやすいため医療機器への貼付では問題となる可能性もある。

### テクノロジーによる医原病
医療提供システムにおいて、テクノロジーによって誘発されるエラーは重大であり、ますます顕著になっている。医療情報技術 の導入に伴うこの特異で潜在的に深刻な問題は、最近、医療と情報技術の専門家にとって明らかな懸念となっている。これに伴い、テクノロジーによる医原病（technological iatrogenesis）という用語が、技術革新がシステムやマイクロシステムに障害をもたらす結果生じる、この新しいカテゴリーの有害事象を表現している。医療システムは複雑で適応性があり、特定のアウトカムを生み出すために多くのネットワークや接続が同時に働いている。このようなシステムが新技術の普及によって増大したストレスの下に置かれると、しばしば見慣れない新しい、処理過程のエラーが生じる。もし認識されなければ、これらの新たなエラーはやがて集合的に、壊滅的なシステム障害につながる可能性がある。「e-医原病」（e-iatrogenesis）という用語が、局所的なエラーの顕在化を説明するのに用いられることもある。これらのエラーの発生源は以下の通りである：
- 処方者やスタッフの経験が浅いために、誤った安心感を抱いてしまうことがある。つまり、テクノロジーが行動指針を提示すれば、エラーは避けられると思い込んでしまうのである[50]。
- ショートカットやデフォルトの選択が、高齢者や低体重の患者に対する標準的でない投薬レジメンを上書きする可能性があり、その結果、中毒量を投与することになる。
- CPOEと自動調剤は、アメリカ薬局方（英語版）によるサーベイランスシステムに参加している500以上の医療施設の84％がエラーの原因として特定した[156]。
- 無関係ないしは頻繁な警告・アラームは、仕事の流れを妨げる可能性がある。

解決策としては、独自の医療環境に対応するための継続的な設計変更、自動システムからの優先処理を監督すること、全ユーザーのトレーニング（および再トレーニング）などがある。

## 根拠に基づく医療
2011年、WHOの策定した「WHO患者安全カリキュラムガイド」は根拠に基づく医療（Evidene based medicine: EBM）に立脚したものである。EBMとは、特定の患者に対する個々の医師の診察・診断技術と、医学研究から得られた最良のエビデンスを統合したものである。医師の専門知識には、診断技術と、患者のケアに関する意思決定における患者の権利と嗜好への配慮の両方が含まれる。臨床医は、診断検査の精度や治療、リハビリテーション、予防の有効性と安全性に関する適切な臨床研究を用いて、個々の治療計画を立てる。診療ガイドラインまたは「ベストプラクティス」と呼ばれる、特定の医学的状態に対するエビデンスに基づく推奨の策定が、近年加速している。2006年時点で米国のNational Guideline Clearinghouse（NGC）報告では、1,700を超えるガイドライン（右の画像例参照）が、医師が特定の患者像に適用するためのリソースとして開発されている。JAMA Network誌の報告によると、診療ガイドラインの定義が改訂され、システマティックレビューに基づくものだけが含まれるようになった。この変更により、NGCに掲載されたガイドラインの数は、2014年の2619から2018年には1440に減少した。英国国立医療技術評価機構（NICE）は、特定の病状について、医療従事者と一般市民の双方に詳細な「臨床ガイダンス」を提供している。全大陸の国家ガイドライン機関は、世界最大のガイドライン・ライブラリを提供するガイドライン国際ネットワーク（Guidelines International Network）に協力している。医療検査施設の認定に関する国際標準化機構ISO 15189:2007は、検査施設に対し、その施設の質を継続的に監視し改善することを求めている。

## 成果報酬
成果給制度は、報酬を仕事の質や目標に連動させるものである。保険会社の中には、ミスを減らすための新たな診療行為には報酬を支払わないところもある一方、医師や病院は、ミスによって患者が負傷した場合に必要となる追加サービスの代金を請求することができるため、かつての医療費支払い方法（いわゆる出来高払い制度（Fee-for-service））は、実際には安全性の低い医療に報いるものであった可能性がある。しかし、初期の研究では、支払った費用に対する質の向上はほとんど見られず、また、支払いとアウトカムの改善を関連付けた場合、リスクの高い患者の回避など、意図しない結果を示唆するエビデンスも示されていた。2006年の米国医学研究所の報告書「Preventing Medication Errors（投薬過誤の防止）」は、「...病院、診療所、薬局、保険会社、製造業者の収益性が患者の安全性の目標と一致するようなインセンティブを与えること、...（品質と安全性のための）ビジネスケースを強化すること」を推奨している。
オーストラリア、カナダ、ドイツ、オランダ、ニュージーランド、イギリス、アメリカなど、さまざまな国で、成果報酬プログラムに対する国際的な関心が広がっている。
2024年の53の論文を含むシステマティックレビューでは急性期医療における有害事象の発生率に対するP4Pの影響が調査された。しかし、対象となった研究の半数はP4P後の有害事象発生率の改善を明らかにしておらず、改善を報告した研究は方法論的な質が低いことが判明している。2019年のコクランレビューでは、P4Pによって患者のアウトカム（死亡率、臨床的有害事象）が改善されたのは、ごくわずかであったか、まったく改善されなかった。P4Pの影響は病院の患者集団によって異なる可能性がある。例えば、主に保険未加入の患者や保険未加入の患者をケアしている病院では、P4Pのもとで医療の質に関する指標が低下することがわかっている。このことは、リスクの高い患者の健康格差を拡大する可能性がある。

### イギリス
イギリスでは、国民保健サービス（NHS）が2004年に、「質と成果の枠組み（Quality and Outcomes Framework: QOF）」として知られる野心的な成果報酬制度を開始した。一般開業医は、10の慢性疾患の臨床ケア、ケアの組織化、患者の経験を網羅する146のクオリティ・インディケーター（QI）に関する業績に応じて、既存の収入を増やすことに同意した。米国で提案されている質をインセンティブとしたプログラムとは異なり、プライマリ・ケアに対する資金は従来の水準より20％増額された。初期の分析では、質のパフォーマンス指標を満たすことに基づいて医師の給与を大幅に引き上げることに成功したことが示された。この研究に参加した8,000人の家庭医は、利用可能なポイントの97％近くを集めることで、平均40,000ドル多くの収入を得た。
この医療システムでは、医師が、医師の報酬を決定するQIの計算から個々の患者を除外する基準を用いてよい。これは「例外報告"exception reporting"」として知られる。当初は、例外報告によって目標未達患者の不適切な除外（「ゲーミング」）が可能になるのではないかという懸念があった。しかし、2008年の調査では、ゲーミングが広く行われている証拠はほとんどないことが示されている。

### アメリカ
米国では、メディケアは、診療所、クリニック、病院において、質の向上と不必要な医療費の回避を目指し、さまざまな成果報酬型（"pay-for-performance: P4P"）イニシアチブをとっている。メディケア・メディケイド・サービスセンター（Centers for Medicare and Medicaid Services: CMS）は、診療の質改善に対する補償を提供するいくつかの実証プロジェクトを実施した。
- 慢性疾患患者の自宅、病院、診療所間のより良いケアの協働に対する支払い。2005年4月、CMSは初の成果報酬型のパイロットプロジェクトである、3年間のメディケア医師グループ診療（PGP）実証を開始した[182]。このプロジェクトには、20万人を超えるメディケアの有料サービス受給者を担当する、大規模な複数の専門医による診療所10ヵ所が参加した。参加する診療所は、予防医療と糖尿病などの一般的な慢性疾患の管理に関する品質基準を段階的に満たすことになる。これらの基準を満たした診療所は、結果として患者管理が改善され、基金から報酬を得ることができる。2006年に議会に提出された第一次評価報告書では、このモデルが質の高い効率的な医療提供に報いるものであることが示されたが、新しい症例管理システムへの投資に対する前払いがないため、この実証プロジェクトの下での支払いに関しては、先行きが不透明であるとされた[183]。
- CMSに報告されれば、病院が退院ごとに受け取る支払額が増加する10項目の病院の質に関する指標。実証プロジェクトの3年目までに、質に関する基準値を満たさない病院は、支払い減額の対象となる。研究2年目の予備データによると、成果報酬は対照施設と比較して、質指標の遵守においておよそ2.5％から4.0％の改善と関連していた[184]。ハーバード公衆衛生大学院のアーノルド・エプスタイン博士は、付随論説で、成果報酬制度は「基本的に、ささやかな増分価値しか持たない可能性が高い社会実験である」とコメントしている[185]。公に報告されたいくつかの病院の質指標が意図しない結果をもたらし、患者ケアに悪影響を及ぼしている。例えば、患者が肺炎に罹患した場合、救急外来で最初の抗生物質を4時間以内に投与するという要件により、肺炎の誤診は増加してしまった[186]。
- 慢性疾患のメディケア患者のケアに医療情報技術を活用し、健康アウトカムを改善した医師への報奨金。
- 逆インセンティブ。 2006年税制改革・医療法（Tax Relief & Health Care Act of 2006）は、病院へのメディケア支払いを、全米医療品質フォーラム（英語版）が定義する、病院感染などの「ネバー・イベント」に対して回収する方法を検討するよう、アメリカ合衆国保健福祉省（HHS）監察総監に要求した[187][188]。2007年8月、CMSは、傷害、疾病、死亡につながるケアのいくつかの悪影響に対する病院への支払いを停止すると発表した。この規則は2008年10月に施行され、予防可能な8種類の重大インシデント（手術中の異物遺残、輸血反応、空気塞栓症、転倒、縦隔炎（英語版）、カテーテルからの尿路感染、褥瘡、カテーテルからの敗血症）に対する病院への支払いを減額するものである[189]。ネバー・イベントの報告や、病院のパフォーマンス・ベンチマークの作成も義務付けられた。他の民間保険会社も同様の措置を検討した。2005年、ミネソタ州の医療保険会社ヘルスパートナーズは、27種類のネバー・イベントをカバーしないと言明した[190]。米国のNPOリープフロッグ・グループは、病院、医療保険プラン、消費者団体と協力してネバーイベントに対する支払いを減らすことを提唱し、施設内で回避可能な重篤な有害事象が発生した場合に、患者や患者安全機関（英語版）への通知、費用の免除など、一定の措置に同意した病院を認定すると発表した[191]。米国感染症学会（英語版）など、合併症の管理に携わる医師団体は、「感染を避けるために知られているエビデンスに基づく実践方法をすべて適用しているにもかかわらず、感染症を発症する患者はいる」「懲罰的な対応は、さらなる研究の意欲をそぎ、すでになされた劇的な改善を遅らせる可能性がある」という見解を示し、これらの提案に異論を唱えている[192]。

### 重症患者
成果報酬制度は、重篤で複雑な疾患を持つ患者を対象とすることが多い。このような患者は、複数の医療施設と関わりを持つことが一般的である。しかし、2000年代初頭の試験的プログラムでは、検査値の改善や救急サービスの利用といった単純な指標に重点を置かれており、複数の合併症や複数の専門医による治療といった複雑な分野が避けられている。2007年に行われたメディケア受給者の医療受診を分析した研究では、一人の患者に対して、中央値で2人のプライマリケア医と5人の専門医がケアを行っていることが示された。著者らは、成果報酬型システムが、このような患者のケア結果に対する責任を正確に帰属させることができるのか疑問視している。米国医師倫理学会（American College of Physicians Ethics）は、限られた臨床診療パラメーターを用いて質を評価することへの懸念を表明している。「特に、優れた実績に対する支払いが、強固な包括的ケアに報いることのない現行の支払いシステムに接ぎ木される場合、...複数の慢性疾患を抱える高齢患者は、強力なインセンティブがもたらすこの好ましくない影響を特に受けやすい」。現在の成果報酬型システムは、糖尿病患者のHbA1cなど、特定の臨床測定値に基づいて実績の優劣を判定する。このような限定された基準で監視されている医療提供者は、アウトカム指標が質基準を下回り、その結果、医療従事者の評価を悪化させるような患者を選択しない（診療拒否）という強力なインセンティブを持つ。健康リテラシーの低い患者、高価な薬や治療を受けるだけの経済的余裕がない患者、伝統的に医療不公平にさらされてきた民族集団も、パフォーマンス指標の改善を求める医療従事者に敬遠される可能性がある。

## 薬局における品質と安全への取り組み

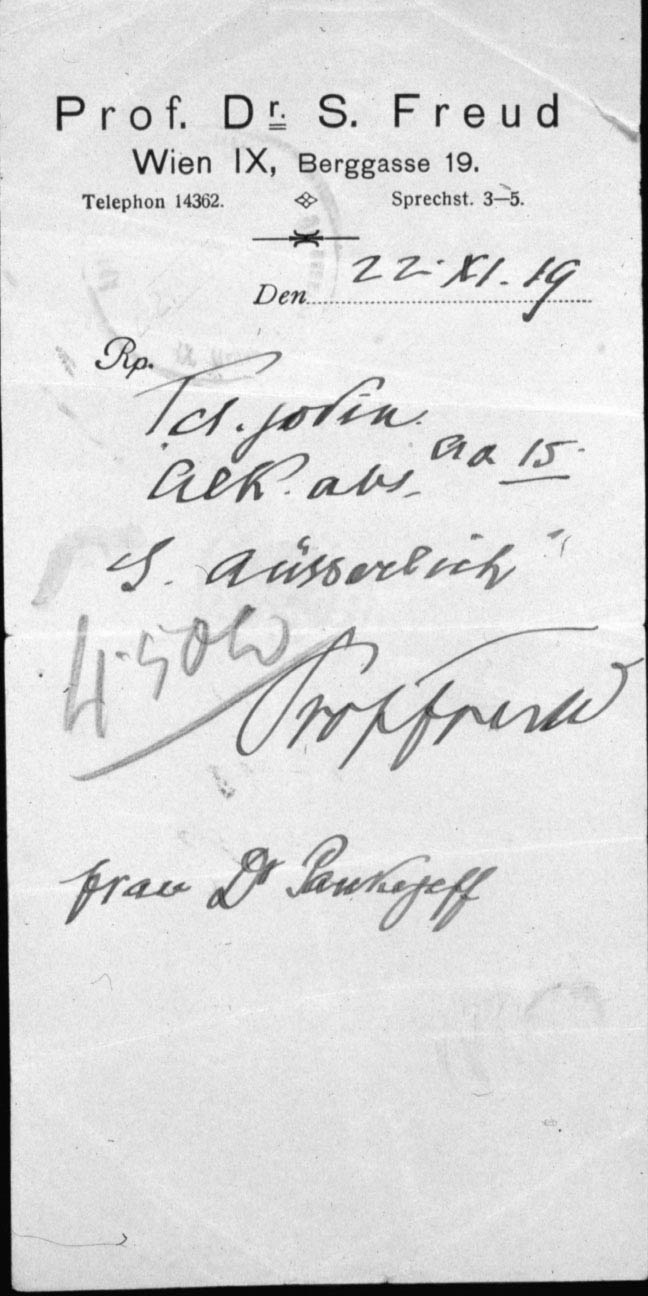
ジークムント・フロイトの手書き処方箋。

英国の一般診療では平均して、処方箋の20枚に1枚にエラーが含まれている。年間何十億もの処方箋が記入されることを考えると、驚くべき量のエラーが起こっていることになる。そして、これらのエラーは処方箋が間違っている可能性があるだけでなく、訴訟費用や病院のミスのために患者が入院しなければならない余分な日数のために人々が毎年支払う金額を充当する35億ドルをも伴っている。
アメリカのほとんどの州のQA法はエラーの減少に焦点を当てているが、ノースカロライナ州では、薬局のQAプログラムにエラーの減少戦略、および薬学的ケアの結果と薬局サービスの質の評価を含めることを要求する法律が承認された。新技術により、患者と医薬品のトレーサビリティ・ツールが容易になる。これは特に、リスクが高くコストがかかると考えられる医薬品に関連するものである。

## 小児科における質の向上と安全への取り組み
質の向上と患者安全は、小児医療の世界では大きな関心事である。次のセクションでは、入院患者における質の向上と患者安全の取り組みに焦点を当てる。
小児科の診療グループは、小児入院医療の一般的な理解、報告、プロセス改善方法、および質を向上させるために提携してきた 。有害事象に関する研究と焦点の多くは、成人患者と小児患者の両方で最も頻繁に報告される有害事象である投薬エラーである。小児で投薬エラーが発生すると、成人患者よりもエラーに関連する死亡率が高いと報告されている。Miller、Elixhauser、およびZhanによって実施された小児の潜在的な安全性の問題に関する2003年のレビューでは、患者安全インシデントが生じた入院中の小児は、経験しなかった小児と比較して、次のようなことが明らかになった。
1. 病院滞在期間が2～6倍長くなる。
2. 病院での死亡率は2～18倍。
3. 入院費が2倍から20倍高くなる。

これらのエラーを減らすために、安全への注意は、安全なシステムとプロセスの設計に集中する必要がある。エラーや有害事象を減らすためには安全性が重要であると指摘されている。これらの問題は、診断や治療のエラーから、院内感染、処置の合併症、褥瘡予防の失敗などまで多岐にわたる。成人患者にみられる質と安全性の問題への対処に加えて、小児集団に特有の特徴がいくつかあるので以下に示す。
- 発達: 認知的にも身体的にも成熟するにつれて、医療商品やサービスの消費者としてのニーズも変化する。したがって、小児医療における安全性と質の統一的なアプローチを計画することは、小児期の発達という流動的な性質に影響される。
- 依存: 入院中の子ども、特に幼い子どもや言葉を発しない子どもは、患者との出会いに関連する重要な情報を伝えるのに、介護者、両親、その他の代理人に依存している。たとえ小児が自分のニーズを的確に表現できたとしても、成人患者と同じように認めてもらえる可能性は低い。さらに、子どもは介護者に依存しているため、直面すること全てにおいて、そのケアは両親または代理人によって承認されなければならない。
- 疫学の違い: 小児の入院患者の多くは、成人患者のような慢性疾患に対するケアではなく、急性期の一時的なケアを必要とする。急性疾患や増悪によって中断される健康という枠組みで安全性と質のイニシアチブを計画することは、明確な困難を伴い、新しい考え方を必要とする。
- 患者背景: 小児は、他の患者集団よりも貧困に脆弱で、医療において人種的・民族的格差に曝されやすい。アメリカでは小児は、州の小児健康保険プログラム（SCHIP）やメディケイドなどの公的保険への依存度が高い。

小児の安全と質に関する取り組みが直面する主な課題のひとつは、これまでの患者安全に関する研究のほとんどが成人患者を対象としてきたことである。加えて、小児の患者安全に関する標準的な命名法も普及していない。しかし、小児の有害事象を柔軟に分類するための標準的な枠組みが導入されている。標準化により、学際的なチーム間で一貫性がもたらされ、多施設での研究が容易になる。このような大規模研究が実施されれば、その知見から、より迅速なライフサイクルで実施される大規模介入研究が生まれる可能性がある。

### 小児科の安全と質のリーダー
米国医療研究・品質調査機構（Agency for Healthcare Research and Quality: AHRQ）は、患者安全と医療の質に関する連邦当局であり、小児の質と安全の分野をリードしてきた。AHRQは、質の面で懸念のある分野を強調し、さらなる分析の対象とすることを目的として、小児科の質指標（Pediatric Quality Indicators：PedQIs）を開発した。18の小児科の質指標がAHRQの質指標モジュールに含まれており、これらは専門家の意見、リスク調整、およびその他の考慮事項に基づいている。13の入院患者指標は病院レベルでの使用が推奨され、5つは地域指標に指定されている(下表)。入院患者指標は、入院中の小児にとって有害事象の可能性が最も高い治療または状態である。
| 小児科での質と医療機関の指標 | 地域レベルの指標     |
| ---------------------------- | -------------------- |
| 間違った穿刺ないしは裂傷     | 喘息による入院率     |
| 褥瘡                         | 糖尿病の短期合併症率 |
| 処置時の異物体内残存         | 胃腸炎の入院率       |
| 高リスク新生児の医原性気胸   | 穿孔性虫垂炎の入院率 |
| 新生児以外の医原性気胸       | 尿路感染による入院率 |
| 小児心臓手術の死亡率         |                      |
| 小児心臓手術件数             |                      |
| 術後出血または血腫           |                      |
| 術後呼吸不全                 |                      |
| 術後敗血症                   |                      |
| 術後創部哆開                 |                      |
| 医療による特定の感染症       |                      |

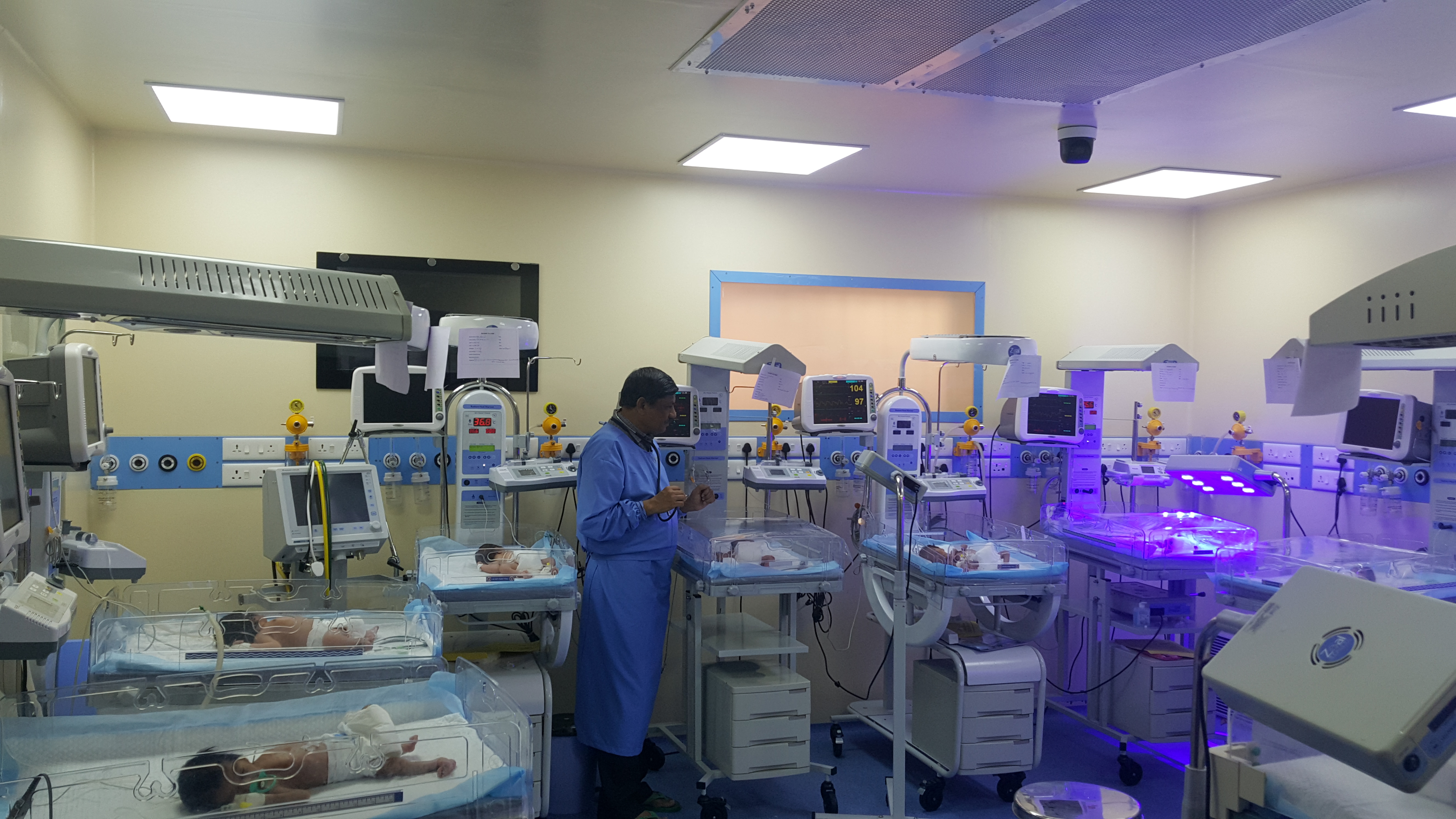
新生児集中治療室（NICU）

データセットに追加される可能性のあるものは、入院時の患者の状態に対応し、検査や薬局の利用が患者の転帰にどのような影響を与えるかについての理解を深めるものである。AHRQの目標は、外来治療を受けている小児の転帰を改善し、入院中の上記合併症の発生率を減少させるために、地域レベルの指標を改良することである。

### 小児の安全と質のための協力
数多くのグループが、小児医療、質、安全性の向上に取り組んでいる。これらのグループはそれぞれ独自の使命とメンバー構成を持っている。以下の表は、これらのグループの使命とウェブサイトの詳細である。
| 団体                                             | 使命                   | ウェブサイト                   |
| ------------------------------------------------ | ---------------------- | ------------------------------ |
| Children's Hospital Association                  | 小児病院の連携組織     | www.childrenshospitals.net     |
| National Institute for Children's Health Quality | 教育、研究、質の改善   | www.nichq.org                  |
| Children's Oncology Group                        | 小児癌の治療、家族支援 | www.childrensoncologygroup.org |

### 看護師配置と小児の転帰
患者ケアを提供する看護師の数は、看護ケアの質を測る尺度としては不十分であると認識されているが、看護師の人員配置が患者の転帰に直接関係しているというエビデンスがある。AikenとNeedlemanによる研究では、患者の死亡、院内感染、心停止、褥瘡は、看護師対患者の比率が不十分であることと関連していることが実証されている。正看護師（レジスタードナース、RN）の有無は、疼痛管理、および/または、点滴および/または、薬剤の末梢投与、および/または投薬が必要な小児患者の転帰に影響を与える。小児看護ケアの質に関するこれら2つの指標は、看護ケアの鋭敏な尺度である。専門看護師は、特に痛みを言葉で表現できない小児患者の疼痛管理を成功させる上で重要な役割を果たす。医学的介入を成功させ、不快感を和らげるためには、鋭い評価スキルが必要である。患者の静脈路を維持することは、看護の明確な責任である。小児患者は点滴漏れのリスクが高く、万一点滴漏れが起こった場合には重大な合併症を引き起こす可能性がある。
小児看護の質に関する効果的な指標の特徴には、以下のようなものがある。
- 拡張性：この指標は、集中治療と一般治療の両方で、幅広い病棟や病院の小児患者に適用できる。
- 実行可能性：データ収集は、医療記録や質改善データベースなど既存の情報源から入手可能なので、参加病棟のスタッフに過度の負担を強いることがなく、リアルタイムで収集できる。
- 有効性と信頼性：参加施設内および施設間の指標測定が正確で、長期にわたって一貫している。

### 結論
小児医療は、小児に関連する発達や依存の問題のために複雑である。これらの要因がケアの具体的なプロセスにどのような影響を与えるかは、科学的にはほとんど知られていない分野である。医療全体を通して、安全で質の高い患者ケアを提供することは、依然として大きな課題である。ケアの安全性と質を向上させるための努力は、リソースを必要とし、ケアを提供する人々だけでなく、この仕事に資金を提供する機関や財団も継続的なコミットメントを必要とする。重要な政策や規制の問題が議論される際には、小児医療の支持者たちもそのテーブルにつかなければならない。そうしてこそ、最も弱い立場にある医療資源の消費者グループの声を聞くことができるのである。

## 看護師の労働時間と患者安全
アメリカでは、看護師の減少を補うために、看護師の労働時間と超過勤務シフトが増加していた。約400人の看護師が記入した日誌から、「記録した5,317勤務シフトのうち、約40％が12時間を超えていた」ことが2004年に明らかにされた。病院勤務の看護師によるエラーは、勤務シフトが12時間を超える場合や、1週間に40時間以上勤務する場合に起こりやすい。複数の研究が、時間外シフトが患者に提供されるケアの質に有害な影響を及ぼすことを示しているが、12時間シフトの安全性を評価した研究の中には、投薬エラーの増加が認められなかった事例も報告されている。これらの研究者が発見したミスは、疲労による「細部への注意の欠如、省略のミス、問題解決能力の低下、意欲の低下」、および「文法的推論とカルテの見直しにおけるミス」であった。看護師の過労は、患者の健康にとって重大な安全上の問題である。病院スタッフである看護師の疲労の一般的な 原因は、シフトの入れ替えや夜勤である。「睡眠時間の減少や疲労の蓄積は、エラーを犯す可能性の増加や、他人のエラーを発見する可能性の低下につながる可能性がある。労働時間の制限とシフトローテーションは、疲労の悪影響を減らす可能性がある。